# Martin de Beaune (évêque)
Pour les autres membres de la famille, voir Famille de Beaune.
Martin de Beaune, né en Touraine, est un évêque français du XVIe siècle.

## Biographie
Il est le fils de Guillaume, baron de Semblançay, maire de Tours, et de Bonne Cottereau, dame de Maintenon, et le frère de Renaud, archevêque de Bourges.
Martin de Beaune, qui est maître des requêtes, chancelier de la reine Catherine de Médicis, abbé de Royaumont, de Saint-Pierre-en-Val et de Saint-Rigaud, n'est  que désigné pour le siège du Puy, qu'il permute avec son successeur pour l'abbaye bénédictine d'Aurillac. Il n'a jamais été dans son diocèse.